# Stegophiura hainanensis
Stegophiura hainanensis är en ormstjärneart som beskrevs av Liao in, Yin-Xia Liao och Clark 1995. Stegophiura hainanensis ingår i släktet Stegophiura och familjen fransormstjärnor. Inga underarter finns listade i Catalogue of Life.